# IC 2431
IC 2431 је галаксија у сазвјежђу Рак која се налази на листи објеката дубоког неба у Индекс каталогу.
Деклинација објекта је + 14° 35' 43" а ректасцензија 9h 4m 34,8s. Привидна величина (магнитуда) објекта IC 2431 износи 13,7 а фотографска магнитуда 14,6. IC 2431 је још познат и под ознакама UGC 4756, MCG 3-23-30, MK 1224, IRAS 09018+1447, CGCG 90-63, VV 645, PGC 25476.